# Charles Lamb
Charles Lamb (n. 10 februarie 1775, Londra, Regatul Marii Britanii – d. 27 decembrie 1834, Greater London, Anglia, Regatul Unit al Marii Britanii și Irlandei) a fost un eseist englez.
Prin scrierea Eseurile lui Elia (Essay of Elia, 1823/1833) este unul dintre creatorii tradiției eseului spiritual și umoristic asupra lucrurilor aparent banale.
A mai realizat și studii critice privind teatrul elisabetan și opera lui Shakespeare.
De asemenea, a mai lăsat moștenire poezii, teatru și corespondență.
Împreună cu sora sa, Mary Lamb⁠(en)[traduceți] a scris în 1807 cartea Tales from Shakespeare⁠(en)[traduceți] (tradusă și în limba română: „Povestiri după piesele lui Shakespeare”).